# 유장영
유장영(1983년 11월 15일 ~)은 대한민국의 배우이다.

## 이력
- 2006년 연극배우 첫 데뷔하였다.

## 출연작

### 영화
- 《방법: 재차의》 (2021년) - 남 기자 역
- 《미스터 하트》 (2020년)
- 《어우동: 주인 없는 꽃》 (2015년) - 성종 역
- 《네모난원》 (2012년) - 경수 역

### 드라마 & 시트콤
- 《플레이어 2: 꾼들의 전쟁》 (tvN, 2024년) - 주 매니저 역
- 《우아한 제국》(KBS2, 2023년) - 조문창 역
- 《으라차차 내 인생》(KBS1, 2022년) - 송찬우 역 (특별출연)
- 《킬힐》 (tvN, 2022년) - 심상찬 역
- 《속아도 꿈결》 (KBS1, 2021년) - 이제문 역
- 《위대한 쇼》 (tvN, 2019년) - 구피디 역
- 《식샤를 합시다 3》 (tvN, 2018년)
- 《크로스》 (tvN, 2018년)
- 《병원선》 (MBC, 2017년) - 태욱 역
- 《터널》 (OCN, 2017년)
- 《역적 : 백성을 훔친 도적》 (MBC, 2017년)
- 《마음의 소리》 (KBS2, 2017년) - 피디 역
- 《캐리어를 끄는 여자》 (MBC, 2016년) - 최민기 역
- 《다시 시작해》 (MBC, 2016년) - 박창식 역
- 《미세스 캅 2》 (SBS, 2016년) - 하성우 역
- 《가화만사성》 (MBC, 2016년)
- 《리멤버 - 아들의 전쟁》 (SBS, 2016년)
- 《웹툰히어로 툰드라쇼 시즌 2》 (MBC Every1, 2016년) - 미술선생님 역
- 《치즈인더트랩》 (tvN, 2016년) - 상근 역
- 《연금술사》 (MBC Every1, 2015년) - 전설의 선배 역
- 《딱 너 같은 딸》 (MBC, 2015년) - 닥터 박 역
- 《화정》 (MBC, 2015년) - 흥안군 역[3]
- 《최고의 결혼》 (TV조선, 2014년) - 박성수 역
- 《너희들은 포위됐다》 (SBS, 2014년) - 김사경에게 만나보자고 제안하는 남자 역
- 《닥터 이방인》 (SBS, 2014년)
- 《정도전》 (KBS1, 2014년) - 정유 역
- 《별에서 온 그대》 (SBS, 2013년) - 의사 역
- 《메디컬 탑팀》 (MBC, 2013년) - 의사 역
- 《대풍수》 (SBS, 2012년) - 홍륜 역
- 《로맨스가 필요해 2012》 (tvN, 2012년) - 유겸 역
- 《유령》 (SBS, 2012년) - 세이프텍 직원 역
- 《신사의 품격》 (SBS, 2012년) - 교통사고 낸 남자 역
- 《난폭한 로맨스》 (KBS2, 2012년) - 윤종일 역
- 《해를 품은 달》 (MBC, 2012년) - 허염을 질시하다 친구하자는 남자 역
- 《해피 엔딩》 (JTBC, 2011년) - 영식 역
- 《내게 거짓말을 해봐》 (SBS, 2011년) - 호텔 직원 역
- 《인수대비》 (JTBC, 2011년) - 한남군 역
- 《오작교 형제들》 (KBS2, 2011년~2012년) - 남우영 역
- 《시티헌터》 (SBS, 2011년) - 호텔 직원 역
- 《KBS 드라마 스페셜 연작 시리즈 - 화이트 크리스마스》 (KBS2, 2011년)
- 《사랑을 믿어요》 (KBS2, 2011년) - 민호 역
- 《거상 김만덕》 (KBS1, 2010년)
- 《수상한 삼형제》 (KBS2, 2009년) - 나동기 역

### 연극
- 《그남자 그여자》 (2013년) - 영민 역